# Holly Lake Ranch
Holly Lake Ranch est une census-designated place située dans le comté de Wood, dans l’État du Texas, aux États-Unis. Sa population s’élevait à 2 774 habitants lors du recensement de 2010.